# Isla Salango
La Isla Salango es el nombre de una isla sudamericana de aproximadamente un kilómetro cuadrado ubicada en el Océano Pacífico a un kilómetro de la costa de la provincia de Manabí en el Ecuador cerca del pueblo de Salango.
La isla forma parte del "Parque Nacional Machalilla" y es el hogar de algunas especies como el alcatraz patiazul (Sula nebouxii), mientras que en las aguas de la isla de vez en cuando es posible observar a las ballenas.
En los alrededores de la Isla Salango es posible observar piqueros de patas azules, lobos marinos y grandes rocas que, debido a sus formas peculiares obra de la naturaleza, reciben los nombres del mono King Kong y la tortuga gigante.

## Galería

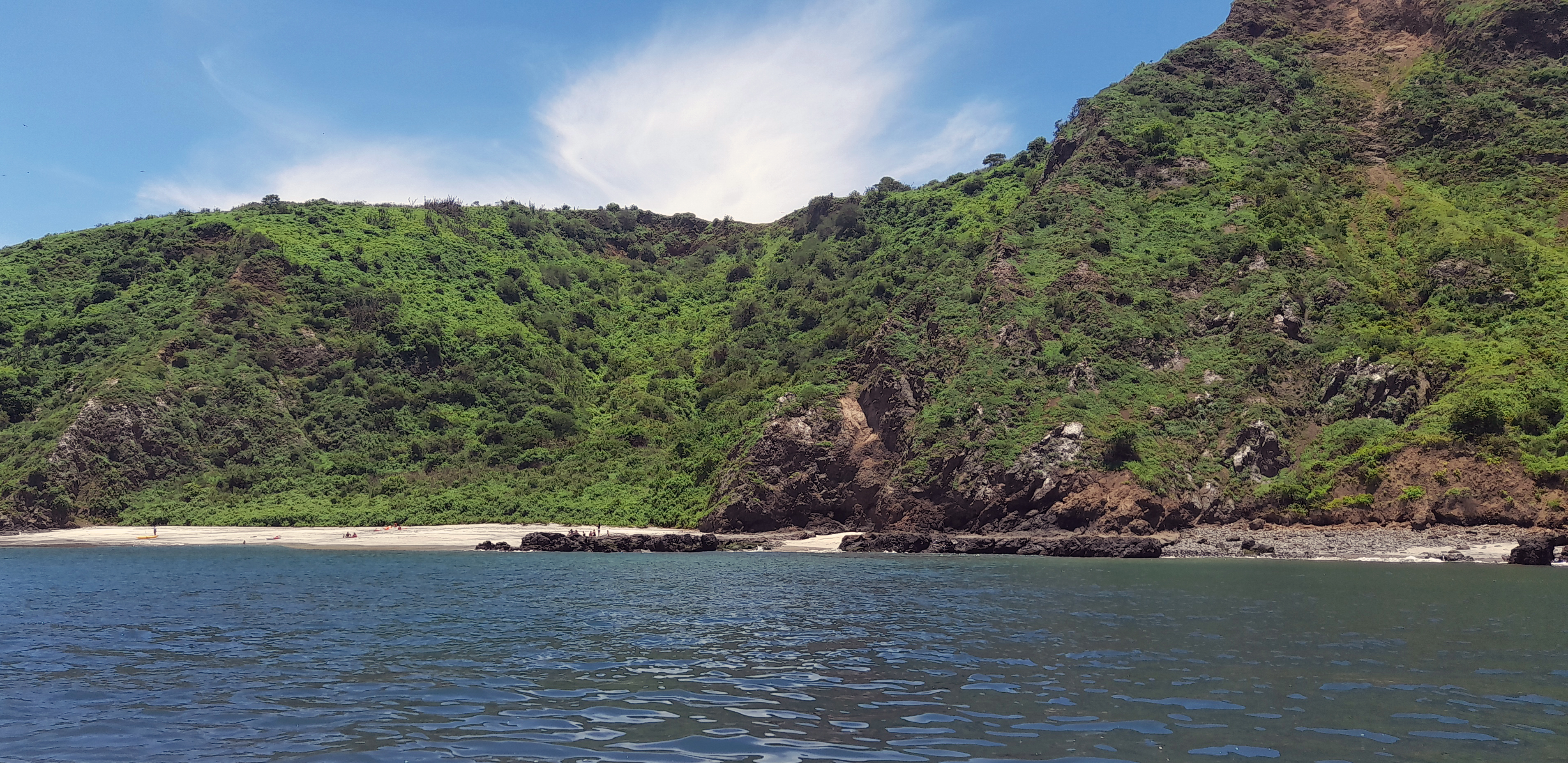
Isla Salango
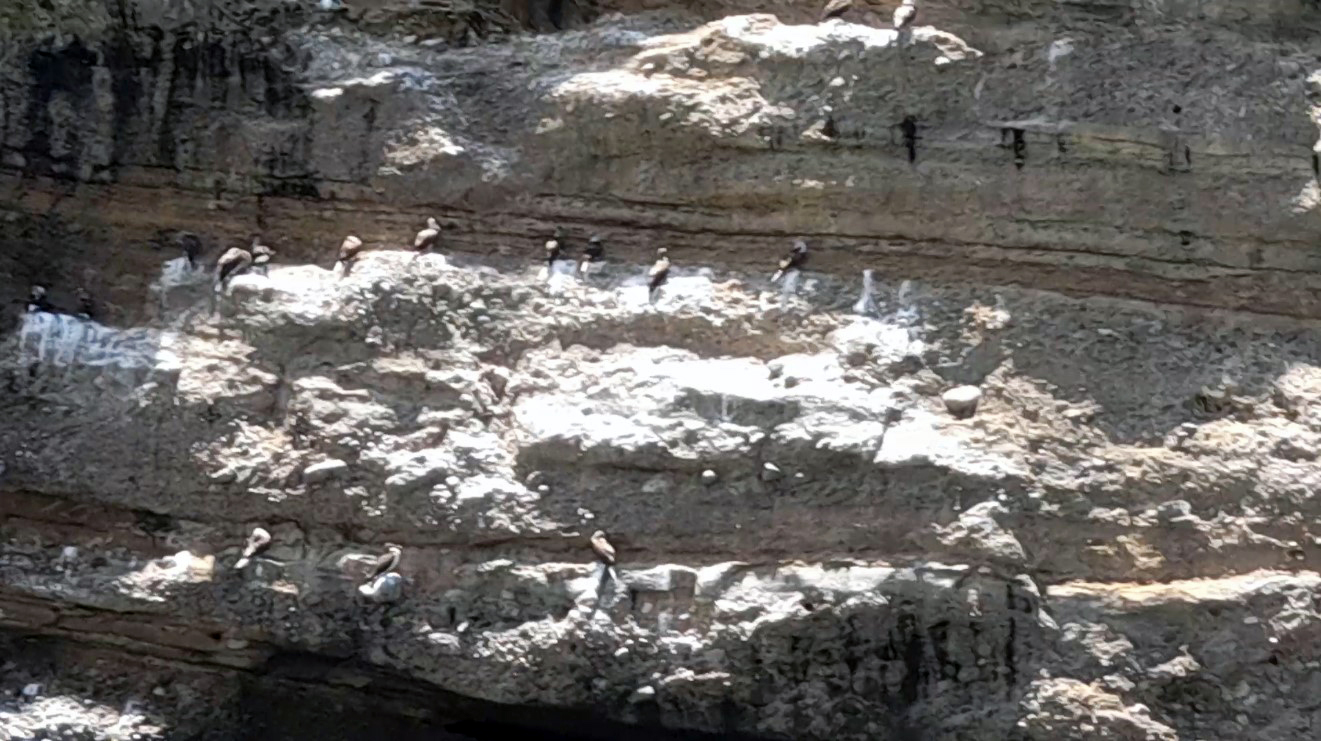
Piqueros de patas azules en los alrededores de la Isla Salango
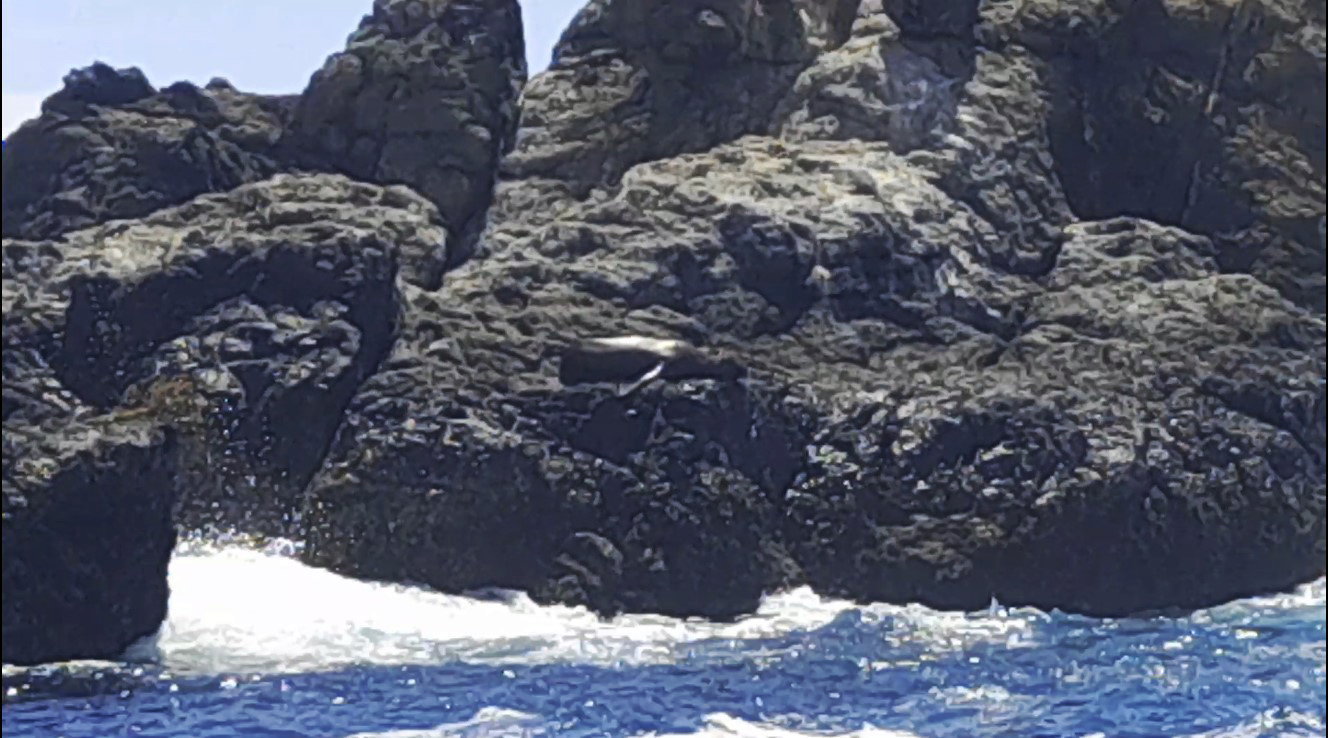
Lobos marinos en los alrededores de la Isla Salango
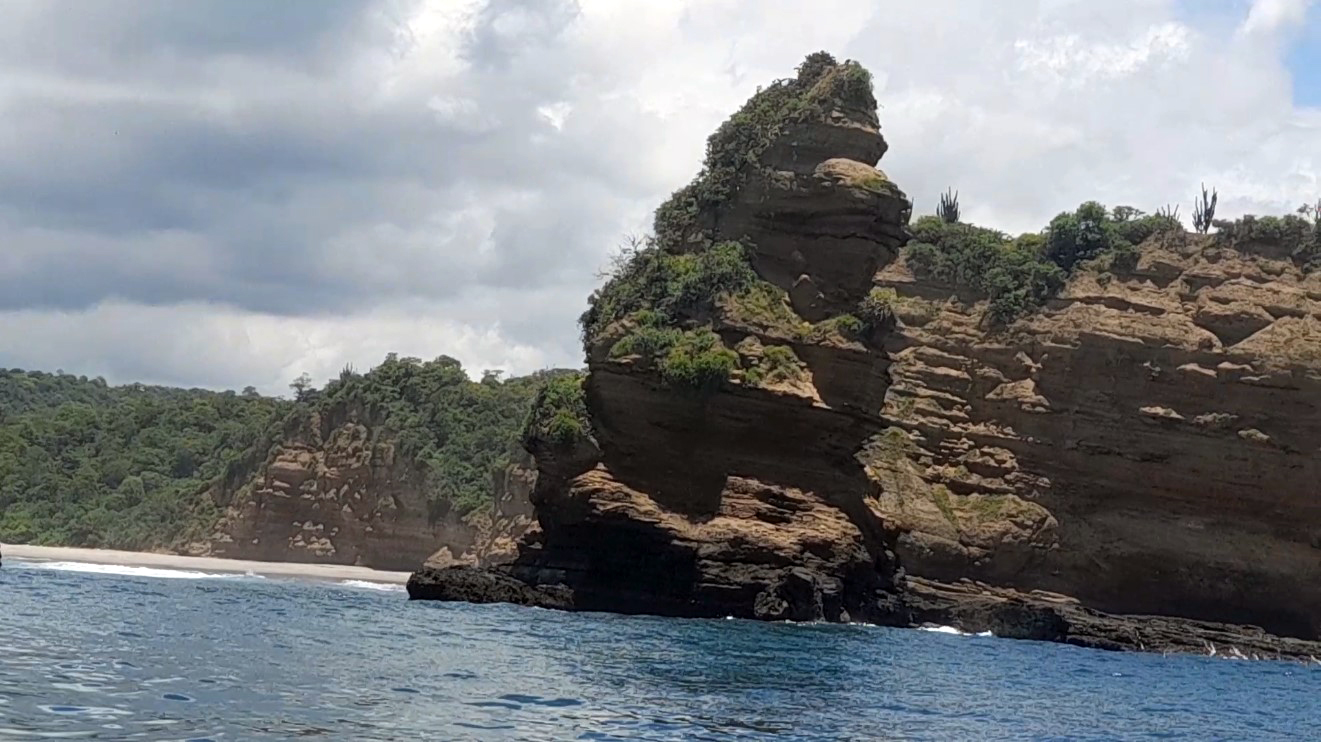
Roca King Kong en los alrededores de la Isla Salango
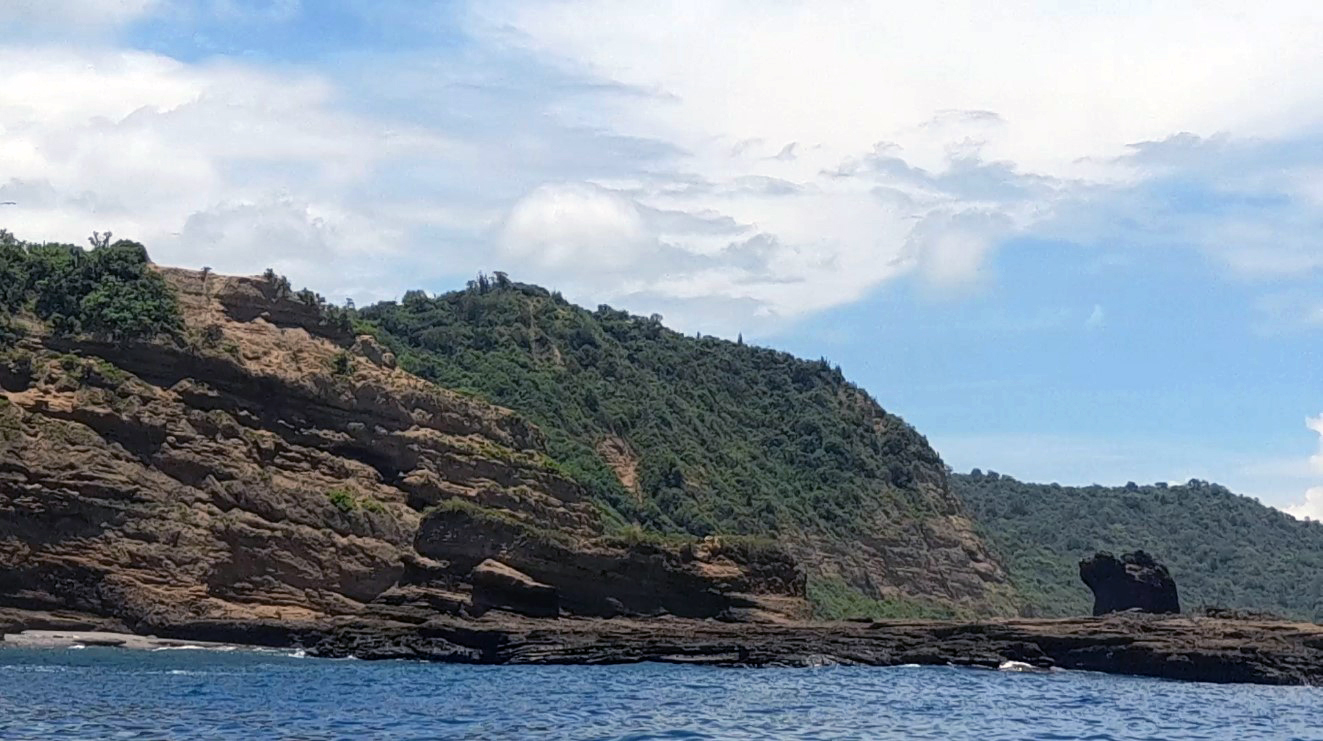
Roca tortuga en los alrededores de la Isla Salango